# 泰县 (江苏省)
泰县是江苏省旧县名。在今江苏省泰州市境内。
1912年，全国废州改县，以泰州置泰县。1913年8月，设淮扬道，泰州隶之。1927年，國民革命軍北伐占领泰县。同年，淮扬道废，泰县直属江苏省。1933年3月，属江苏省第八行政督察区。泰县县长兼任该区行政督察专员。1934年2月，泰县属江都区。1936年，各行政督察区重新以数字编号，属第五区（原江都区）。1939年1月，日伪军攻占泰县县城，泰县政府流亡:626。
行政院于1943年2月成立江苏省特别行政公署，1945年6月撤销，改设淮南行署。泰县随第五行政督察区先后隶之。1945年8月，日本投降。8月27日，泰县政府还驻县城。12月，撤销淮南行署，泰县隶仍隶第五行政督察区。國民政府因战争需要设立綏靖區，泰县划入第一绥靖区。1949年1月21日，中国人民解放军占领泰县县城:626。
1949年1月，中共政权以泰县县城城厢及近郊部分设立泰州市，与泰县分治。当时，泰县政府驻在黄桥，今黄桥镇。4月21日，在泰州市成立苏北行政公署。5月25日，设立泰州专区，专署治所在姜堰镇。泰县与泰州市、泰兴县同隶之。1950年5月，泰州市并入泰县，泰县移治今海陵区。10月，复设泰州市，泰县移治姜堰镇。1953年，泰州专区改为扬州专区，泰县仍隶之:627。
1959年1月，泰县和泰州市合并为泰州县。1962年，撤销泰州县，恢复泰州市、泰县。泰县历属扬州专区、扬州地区、地级扬州市、地级泰州市。1994年撤销泰县，改设姜堰市。1997年4月，以姜堰市、泰兴县部分划归海陵区，日后成立高港区。2012年，改设姜堰区:627。